# الکسیس سانچز

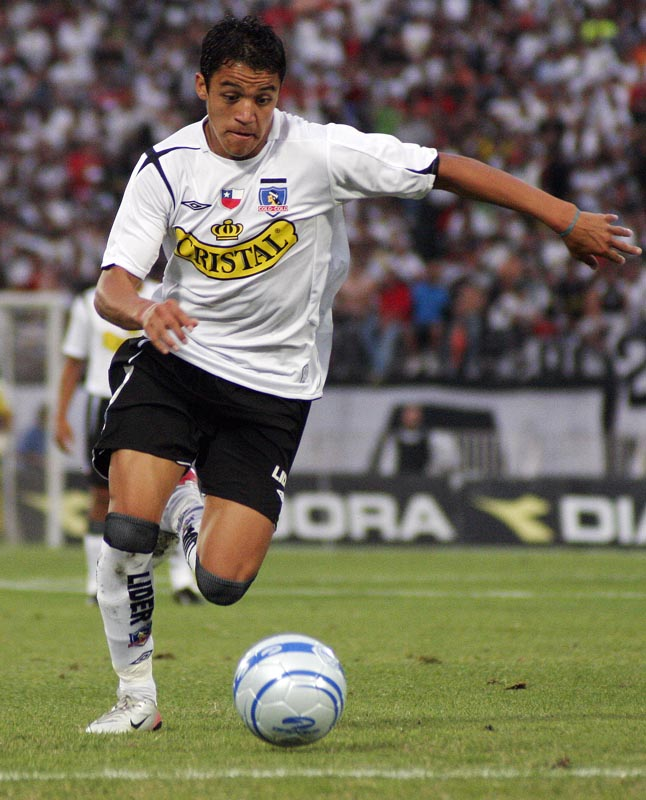
سانچز در حال بازی در تیم کولو کولو در سال ۲۰۰۶

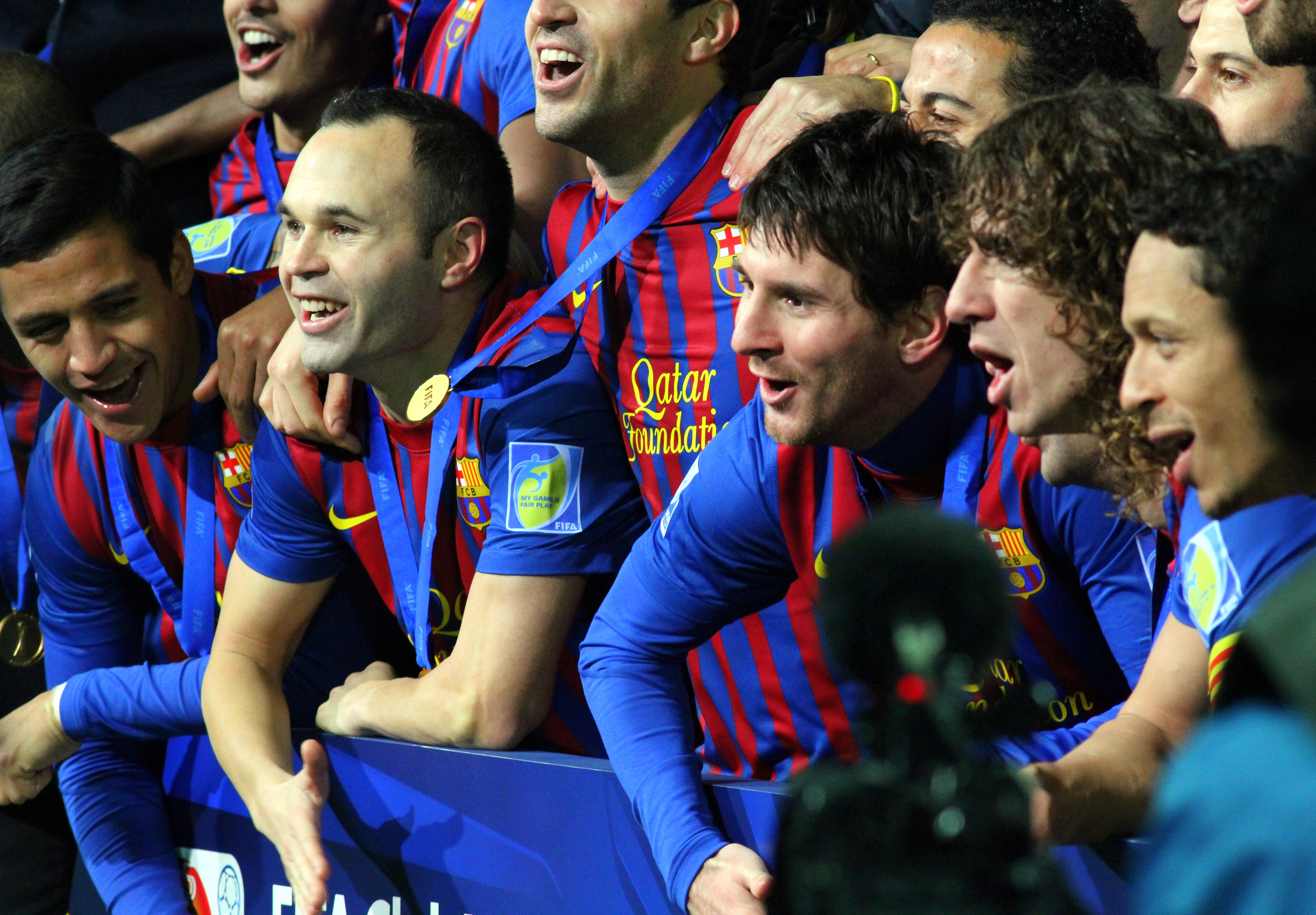
سانچز (سمت چپ) در جشن قهرمانی تیم بارسلونا پس از شکست تیم سانتوس در فینال جام باشگاه‌های جهان ۲۰۱۱.

الکسیس الخاندرو سانچز (به اسپانیایی: Alexis Alejandro Sánchez Sánchez) (زاده ۱۹ دسامبر ۱۹۸۸) بازیکن فوتبال اهل شیلی است که برای باشگاه فوتبال اودینزه بازی می‌کند.

## زندگی
نام کامل او الکسیس الخاندرو سانچز است که به اختصار به الکسیس سانچز معروف است. وی در ۱۹ دسامبر سال ۱۹۸۸ در شهر توکوپیای شیلی که ۲۴۰۰۰ نفر جمعیت دارد، متولد شده است. الکسیس سانچز در دوران کودکی در فقر زیادی به سر برده بود و زندگی سختی را می‌گذراند؛ به طوری که در ۱۵ سال ابتدایی زندگی اش سه بار به مهاجرت پرداخت.
سانچز از همان دوران کودکی به فوتبال علاقه‌مند بود و زمانی که تنها ۱۳ سال داشت، به سانتیاگو رفت تا در تیم‌های رده پایین توپ بزند، اما با تلاش‌های فراوان و عملکرد خوبی که از خود نشان داد توانست خیلی سریع وارد دنیای حرفه ای ورزش شد

## آغاز فعالیت حرفه‌ای
الکسیس سانچز برای اولین بار برای تیم کبرلو توپ زد و در این تیم با بازیکنانی به نام‌های ادواردو وارگاس و آرانگوئیز بازی کرده است. وی در فوریه ۲۰۰۵ در تیم اصلی حضور پیدا کرد. سرمربی این تیم در جام جهانی ۱۹۹۸ نلسون آکوستا بود که سرمربی تیم ملی شیلی نیز بوده است. او در این تیم اولین گل خود را مقابل کنسپشن به ثمر رساند.
الکسیس سانچز ۱۶ سال داشت که در تیم لیبرتادورس حضور پیدا کرد و لقب جوان‌ترین بازیکن را به خود اختصاص داد و بعد از آن یعنی در سال ۲۰۰۶ در تیم اودینزه ایتالیا حضور پیدا کرد. او در این تیم ۵۰ بازی داشت و موفق به زدن ۱۲ گل شده بود. وی به خاطر بازی قرضی مدتی را در تیم‌های کولوکولو وریور پلاته سپری کرد و فصل بعد مجدداً به اودینزه بازگشت.
سانچز اولین بازی خود را در ۲۳ ژوئن ۲۰۰۶ در تیم کولوکولو انجام داد، و به دلیل عملکرد خوبش موفق شد به ترکیب اصلی تیم راه پیدا کند. در تیم کولوکولو در کنار آرتورو ویدال و ماتیاس فرناندز بازی کرد. او در این تیم ۴۸ بازی داشت که در آن موفق به زدن ۹ گل شد.
الکسیس سانچز همچنین در جام جهانی زیر ۲۰ سال با بازی منحصر به فردی که ارائه داد، تیم شیلی را به مقام سوم رساند. قرارداد او در سال ۲۰۰۷ با تیم کولوکولو به اتمام رسید و با دریافت هفتصد هزار دلار در تیم ریورپلاته حضور پیدا کرد.
او در ۱۴ دسامبر ۲۰۰۸ به اودینزه رفت و بازی را در سری آ در مقابل یوونتوس ۱ بر ۰ واگذار کردند. چندی بعد در مقابل دورتموند اولین بازی اروپایی اش را انجام داد. در ۱۹ اکتبر اولین گل خود را به لچه در گروه آ زد. در فصل ۲۰۱۰ تا ۲۰۱۱ همراه با دی ناتاله ۳۹ گل را به نام خود ثبت کردند. در تیم اودینزه ۱۱۲ بار بازی داشت و ۲۱ گل را ثبت کرد.
بعد از آن یعنی در ۲۰ ژوئیه ۲۰۱۱ با دریافت ۲۶ میلیون پوند به بارسلونا رفت. او طبق قراردادی که با باشگاه بسته بود ۲۵ میلیون پوند دریافت کرد و همین امر الکسیس سانچز را به عنوان گران‌ترین بازیکن در شیلی معروف کرد. او در اولین بازی اش در این تیم به مقابله با رئال مادرید رفت، که این بازی رفت در کاپ اسپانیا بود و متأسفانه در آن مصدوم شد. ولی دو هفته بعد از بهبودی توانست در جام اروپا شرکت نماید.
الکسیس سانچز در لالیگا یک گل را هم به نام خود ثبت کرد، او این گل را به حریف خود یعنی ویارئال زد. گل بعدی را در لیگ قهرمانان اروپا در سال ۲۰۱۲ در مقابل لورکوزن به ثمر رساند. این بازی شروع دوران حرفه ای او بود. یکی از زیباترین گل‌های او در سال ۲۰۱۳ بود که در بارسلونا با ضربهٔ چیپ از پشت محوطهٔ جریمه با باز کردن دروازهٔ ال کلاسیکو تیمش را به پیروزی رساند. او در ژانویه ۲۰۱۴ توانست سه گل را به نام خود ثبت نماید.
الکسیس سانچز در تیم بارسلونا در ۱۴۱ بازی شرکت کرده و موفق به زدن ۴۷ گل شده است. در ۱۰ ژوئیه سال ۲۰۱۴ بود که سانچز به تیم آرسنال پیوست. او این بار با دریافت مبلغ ۳۵ میلیون پوند عنوان دومین بازیکن گران را از آن خود کرد؛ و اولین گل خود را در ۲۷ اوت مقابل تیم بشیکتاش در پلی آف قهرمانان به ثبت رساند. لازم است ذکر شود که اولین بازیکن گران در تیم آرسنال مسوت اوزیل است.
در ۲۲ ژانویه ۲۰۱۸ باشگاه منچستر یونایتد و آرسنال الکسیس سانچز و هنریک مخیتاریان را با هم معاوضه کردند. پس بدین ترتیب او به منچستر یونایتد منتقل شد. هنریک مخیتاریان با این باشگاه تا سال ۲۰۲۲ قرارداد بسته است و مالک پیراهن شمارهٔ ۷ می‌باشد.

## عملکرد باشگاهی
الکسیس سانچز فوتبالش را از باشگاه کبرلو آغاز کرد و در سال ۲۰۰۵ به تیم اودینزه ایتالیا پیوست و بعد از بازی قرضی در تیم‌های کولو کولو و ریور پلاته پیوست و بعد از یک فصل به اودینزه ملحق شد.

### بارسلونا
او با مبلغ ۲۵ میلیون پوند به بارسلونا پیوست و به گرانترین بازیکن تاریخ شیلی تبدیل شد. وی اولین بازی اش را در دور رفت سوپر کاپ اسپانیا در مقابل رئال مادرید انجام داد. در بازی مصدوم شد و دو هفته بعد در بازی سوپر کاپ اروپا بازگشت. اولین گلش را در اولین بازی اش در لالیگا در مقابل ویارئال به ثمر رساند. در ۱۴ فوریه ۲۰۱۲ اولین گل دوران حرفه‌ای اش را در لیگ قهرمانان اروپا در برد ۳ بر ۱ مقابل لورکوزن به ثمر رساند. در ۲۶ اکتبر ۲۰۱۳ تاریخی‌ترین لحظه وی در بارسلونا رقم خورد جایی که در بازی ال کلاسیکو به ضربه چیپ از پشت محوطه جریمه، گل پیروزی بارسلونا را به ثمر رساند. سانچز در ۵ ژانویه ۲۰۱۴ اولین هتریک خود را برای بارسلونا در مقابل الچه به ثمر رساند. الکسیس سانچز در بارسلونا ۱۴۱ بار به میدان رفت و ۴۷ گل برای کاتالان‌ها به ثمر رساند. 

### آرسنال

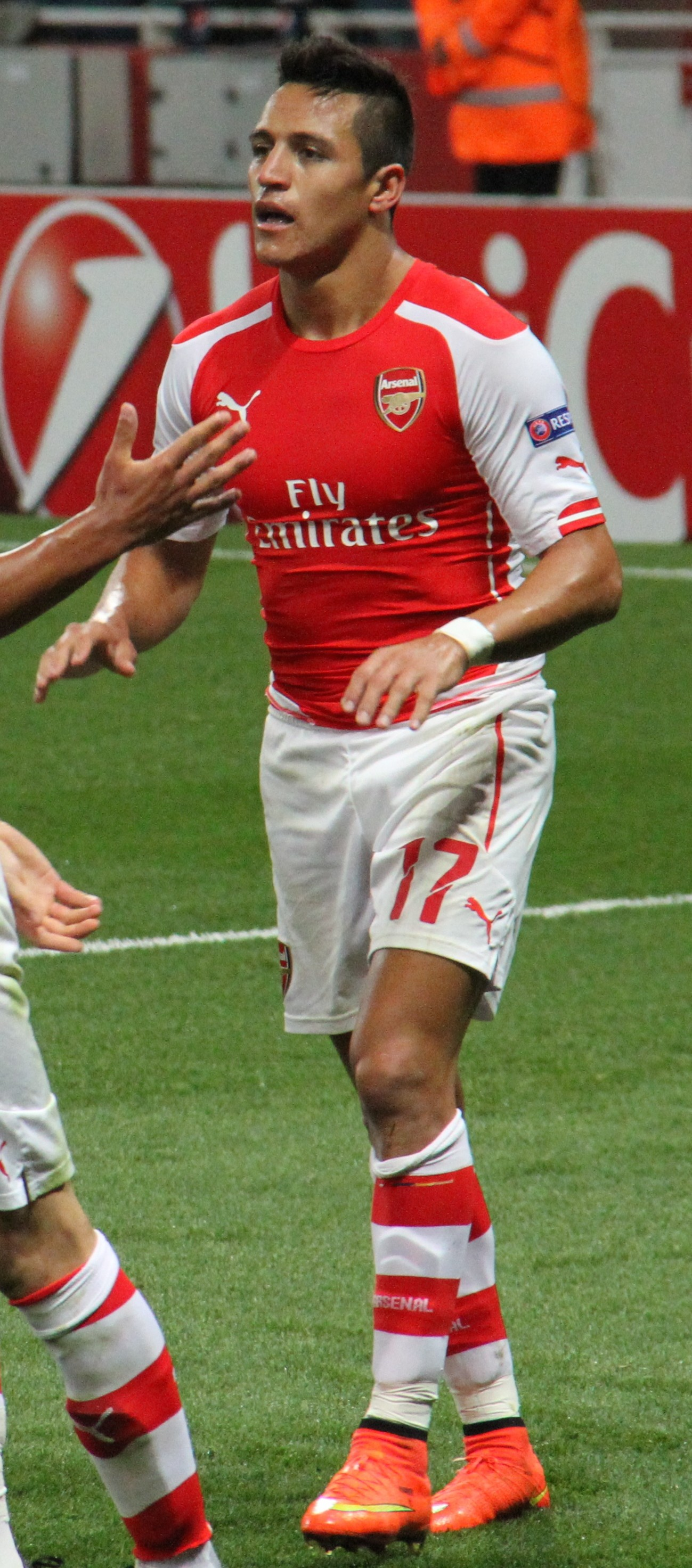

سانچز در سال ۲۰۱۴ سانچز از بارسلونا راهی شمال لندن و تیم آرسنال شد. او با مبلغ ۳۵ میلیون پوند به دومین بازیکن گران باشگاه آرسنال بعد از مسعوت اوزیل تبدیل شد.

### منچستر یونایتد
در ۲۲ ژانویه ۲۰۱۸، اعلام شد که سانچز طی یک معاوضه مستقیم میان دو باشگاه منچستر یونایتد و آرسنال، به یونایتد پیوسته و هنریک مخیتاریان نیز راهی آرسنال شد. او در منچستر یونایتد شمارهٔ ۷ را می‌پوشد و قراردادش تا پایان سال ۲۰۲۲ است. الکسیس دوران درخشانی در منچستر نداشت و به صورت قرضی به باشگاه اینتر میلان پیوست.

### اینتر میلان
سانچز در اوت ۲۰۱۹ به صورت قرضی با اینترمیلان قرارداد امضا کرد و یک سال بعد به‌طور دائم به این باشگاه پیوست. او تاکنون طی ۱۰۹ بازی در تمام رقابت‌ها ۲۰ گل و ۲۳ پاس گل در این باشگاه به نام خود ثبت کرده است.

## افتخارات

### باشگاهی
کولو-کولو
- لیگ برتر فوتبال شیلی(۲): ۲۰۰۶، ۲۰۰۷

ریورپلاته
- لیگ برتر فوتبال آرژانتین(۱): ۲۰۰۸

بارسلونا
- لالیگا(۱): ۱۳–۲۰۱۲
- جام حذفی فوتبال اسپانیا(۱): ۱۲–۲۰۱۱
- سوپر جام فوتبال اسپانیا(۲): ۲۰۱۱، ۲۰۱۳
- سوپر جام اروپا(۱): ۲۰۱۱
- جام باشگاه‌های جهان(۱): ۲۰۱۱

آرسنال
- جام حذفی فوتبال انگلستان(۲): ۱۵–۲۰۱۴، ۱۶–۲۰۱۵
- سوپر جام فوتبال انگلستان(۱): ۲۰۱۴

اینتر میلان
- سری آ(۲): ۲۱–۲۰۲۰، ۲۴–۲۰۲۳
- جام حذفی فوتبال ایتالیا(۱): ۲۲–۲۰۲۱
- سوپر جام فوتبال ایتالیا(۲): ۲۰۲۱، ۲۰۲۳

### ملی
شیلی
- کوپا آمریکا(۲):  ۲۰۱۵، ۲۰۱۶
- جام کنفدراسیون‌ها: ۲۰۱۷ نایب قهرمان

## آمار ملی

### گل‌های ملی
| شماره | تاریخ           | میزبان            | بازی ملی | حریف          | نتیجه | رقابت                  |
| ----- | --------------- | ----------------- | -------- | ------------- | ----- | ---------------------- |
| ۱     | ۷ سپتامبر ۲۰۰۷  | وین               | ۸        | سوئیس         | ۱–۲   | دوستانه                |
| ۲     | ۴ ژوئن ۲۰۰۸     | رانکاگوا          | ۱۱       | گواتمالا      | ۲–۰   | دوستانه                |
| ۳     | ۴ ژوئن ۲۰۰۸     | رانکاگوا          | ۱۱       | گواتمالا      | ۲–۰   | دوستانه                |
| ۴     | ۱۱ فوریه ۲۰۰۹   | پولوکوین          | ۱۹       | آفریقای جنوبی | ۲–۰   | دوستانه                |
| ۵     | ۲۸ مارس ۲۰۰۹    | لیما              | ۲۰       | پرو           | ۳–۱   | مقدماتی جام جهانی ۲۰۱۰ |
| ۶     | ۱۰ ژوئن ۲۰۰۹    | سانتیاگو          | ۲۳       | بولیوی        | ۴–۰   | مقدماتی جام جهانی ۲۰۱۰ |
| ۷     | ۱۰ ژوئن ۲۰۰۹    | سانتیاگو          | ۲۳       | بولیوی        | ۴–۰   | مقدماتی جام جهانی ۲۰۱۰ |
| ۸     | ۱۲ اوت ۲۰۰۹     | پرونپی            | ۲۴       | دانمارک       | ۲–۱   | دوستانه                |
| ۹     | ۲۶ مه ۲۰۱۰      | کالاما            | ۲۸       | زامبیا        | ۳–۰   | دوستانه                |
| ۱۰    | ۲۶ مه ۲۰۱۰      | کالاما            | ۲۸       | زامبیا        | ۳–۰   | دوستانه                |
| ۱۱    | ۳۰ مه ۲۰۱۰      | کنسپسیون          | ۲۹       | اسرائیل       | ۳–۰   | دوستانه                |
| ۱۲    | ۱۷ نوامبر ۲۰۱۰  | سانتیاگو          | ۳۴       | اروگوئه       | ۲–۰   | دوستانه                |
| ۱۳    | ۱۹ ژوئن ۲۰۱۱    | سانتیاگو          | ۳۷       | استونی        | ۴–۰   | دوستانه                |
| ۱۴    | ۸ ژوئیه ۲۰۱۱    | مندوسا            | ۳۹       | اروگوئه       | ۱–۱   | کوپا آمریکا ۲۰۱۱       |
| ۱۵    | ۱۱ ژوئن ۲۰۱۳    | سانتیاگو          | ۵۷       | بولیوی        | ۳–۱   | مقدماتی جام جهانی ۲۰۱۴ |
| ۱۶    | ۱۴ اوت ۲۰۱۳     | پرونپی            | ۵۸       | عراق          | ۶–۰   | دوستانه                |
| ۱۷    | ۱۴ اوت ۲۰۱۳     | پرونپی            | ۵۸       | عراق          | ۶–۰   | دوستانه                |
| ۱۸    | ۱۱ اکتبر ۲۰۱۳   | بارانکیا          | ۶۱       | کلمبیا        | ۳–۳   | مقدماتی جام جهانی ۲۰۱۴ |
| ۱۹    | ۱۱ اکتبر ۲۰۱۳   | بارانکیا          | ۶۱       | کلمبیا        | ۳–۳   | مقدماتی جام جهانی ۲۰۱۴ |
| ۲۰    | ۱۵ اکتبر ۲۰۱۳   | سانتیاگو          | ۶۲       | اکوادور       | ۲–۱   | مقدماتی جام جهانی ۲۰۱۴ |
| ۲۱    | ۱۵ نوامبر ۲۰۱۳  | لندن              | ۶۳       | انگلستان      | ۲–۰   | دوستانه                |
| ۲۲    | ۱۵ نوامبر ۲۰۱۳  | لندن              | ۶۳       | انگلستان      | ۲–۰   | دوستانه                |
| ۲۳    | ۱۳ ژوئن ۲۰۱۴    | کویابا            | ۶۸       | استرالیا      | ۳–۱   | جام جهانی ۲۰۱۴ برزیل   |
| ۲۴    | ۲۸ ژوئن ۲۰۱۴    | بلوهوریزونته      | ۷۱       | برزیل         | ۱–۱   | جام جهانی ۲۰۱۴ برزیل   |
| ۲۵    | ۱۴ نوامبر ۲۰۱۴  | تالکاهوانو        | ۷۶       | ونزوئلا       | ۵–۰   | دوستانه                |
| ۲۶    | ۱۸ نوامبر ۲۰۱۴  | سانتیاگو          | ۷۷       | اروگوئه       | ۱–۲   | دوستانه                |
| ۲۷    | ۲۰ ژوئن ۲۰۱۵    | سانتیاگو          | ۸۳       | بولیوی        | ۵–۰   | کوپا آمریکا ۲۰۱۵       |
| ۲۸    | ۵ سپتامبر ۲۰۱۵  | سانتیاگو          | ۸۷       | پاراگوئه      | ۳–۲   | دوستانه                |
| ۲۹    | ۸ اکتبر ۲۰۱۵    | سانتیاگو          | ۸۸       | برزیل         | ۲–۰   | مقدماتی جام جهانی ۲۰۱۸ |
| ۳۰    | ۱۳ اکتبر ۲۰۱۵   | لیما              | ۸۹       | پرو           | ۴–۳   | مقدماتی جام جهانی ۲۰۱۸ |
| ۳۱    | ۱۳ اکتبر ۲۰۱۵   | لیما              | ۸۹       | پرو           | ۴–۳   | مقدماتی جام جهانی ۲۰۱۸ |
| ۳۲    | ۱۴ ژوئن ۲۰۱۶    | فیلادلفیا         | ۹۸       | پاناما        | ۴–۲   | کوپا آمریکای قرن       |
| ۳۳    | ۱۴ ژوئن ۲۰۱۶    | فیلادلفیا         | ۹۸       | پاناما        | ۴–۲   | کوپا آمریکای قرن       |
| ۳۴    | ۱۸ ژوئن ۲۰۱۶    | سانتا کلارا       | ۹۹       | مکزیک         | ۷–۰   | کوپا آمریکای قرن       |
| ۳۵    | ۱۵ نوامبر ۲۰۱۶  | سانتیاگو          | ۱۰۶      | اروگوئه       | ۳–۱   | مقدماتی جام جهانی ۲۰۱۸ |
| ۳۶    | ۱۵ نوامبر ۲۰۱۶  | سانتیاگو          | ۱۰۶      | اروگوئه       | ۳–۱   | مقدماتی جام جهانی ۲۰۱۸ |
| ۳۷    | ۲۸ مارس ۲۰۱۷    | سانتیاگو          | ۱۰۸      | ونزوئلا       | ۳–۱   | مقدماتی جام جهانی ۲۰۱۸ |
| ۳۸    | ۲۲ ژوئن ۲۰۱۷    | کازان             | ۱۱۲      | آلمان         | ۱–۱   | جام کنفدراسیون‌ها ۲۰۱۷  |
| ۳۹    | ۵ اکتبر ۲۰۱۷    | سانتیاگو          | ۱۱۸      | اکوادور       | ۲–۱   | مقدماتی جام جهانی ۲۰۱۸ |
| ۴۰    | ۱۶ نوامبر ۲۰۱۸  | رانکاگوا          | ۱۲۳      | کاستاریکا     | ۲–۳   | دوستانه                |
| ۴۱    | ۲۰ نوامبر ۲۰۱۸  | تموکو             | ۱۲۴      | هندوراس       | ۴–۱   | دوستانه                |
| ۴۲    | ۱۷ ژوئن ۲۰۱۹    | سائوپائولو        | ۱۲۵      | ژاپن          | ۴–۰   | کوپا آمریکا ۲۰۱۹       |
| ۴۳    | ۲۱ ژوئن ۲۰۱۹    | سالوادور          | ۱۲۶      | اکوادور       | ۲–۱   | کوپا آمریکا ۲۰۱۹       |
| ۴۴    | ۸ اکتبر ۲۰۲۰    | مونته ویدئو       | ۱۳۳      | اروگوئه       | ۱–۲   | مقدماتی جام جهانی ۲۰۲۲ |
| ۴۵    | ۱۳ اکتبر ۲۰۲۰   | سانتیاگو          | ۱۳۴      | کلمبیا        | ۲–۲   | مقدماتی جام جهانی ۲۰۲۲ |
| ۴۶    | ۳ ژوئن ۲۰۲۱     | سانتیاگو دل استرو | ۱۳۷      | آرژانتین      | ۱–۱   | مقدماتی جام جهانی ۲۰۲۲ |
| ۴۷    | ۱۱ نوامبر ۲۰۲۱  | آسونسیون          | ۱۴۳      | پاراگوئه      | ۱–۰   | مقدماتی جام جهانی ۲۰۲۲ |
| ۴۸    | ۱ فوریه ۲۰۲۲    | لاپاز             | ۱۴۶      | بولیوی        | ۳–۲   | مقدماتی جام جهانی ۲۰۲۲ |
| ۴۹    | ۱ فوریه ۲۰۲۲    | لاپاز             | ۱۴۶      | بولیوی        | ۳–۲   | مقدماتی جام جهانی ۲۰۲۲ |
| ۵۰    | ۲۷ سپتامبر ۲۰۲۲ | وین               | ۱۵۰      | قطر           | ۲–۲   | دوستانه                |
| ۵۱    | ۲۷ مارس ۲۰۲۳    | سانتیاگو          | ۱۵۳      | پاراگوئه      | ۳–۲   | دوستانه                |

### بازی‌های ملی
تا تاریخ ۲۱ نوامبر ۲۰۲۳
| شیلی  | شیلی | شیلی | شیلی   |
| سال   | بازی | گل   | پاس گل |
| ----- | ---- | ---- | ------ |
| ۲۰۰۶  | ۵    | ۰    | ۰      |
| ۲۰۰۷  | ۴    | ۱    | ۱      |
| ۲۰۰۸  | ۹    | ۲    | ۲      |
| ۲۰۰۹  | ۹    | ۵    | ۴      |
| ۲۰۱۰  | ۷    | ۴    | ۱      |
| ۲۰۱۱  | ۱۱   | ۲    | ۵      |
| ۲۰۱۲  | ۸    | ۰    | ۱      |
| ۲۰۱۳  | ۱۱   | ۸    | ۶      |
| ۲۰۱۴  | ۱۳   | ۴    | ۷      |
| ۲۰۱۵  | ۱۴   | ۵    | ۲      |
| ۲۰۱۶  | ۱۵   | ۵    | ۴      |
| ۲۰۱۷  | ۱۳   | ۳    | ۴      |
| ۲۰۱۸  | ۵    | ۲    | ۰      |
| ۲۰۱۹  | ۸    | ۲    | ۱      |
| ۲۰۲۰  | ۴    | ۲    | ۰      |
| ۲۰۲۱  | ۸    | ۲    | ۳      |
| ۲۰۲۲  | ۸    | ۳    | ۰      |
| ۲۰۲۳  | ۸    | ۱    | ۰      |
| مجموع | ۱۶۰  | ۵۱   | ۴۱     |

## عملکرد ملی
سانچز در سال ۲۰۰۶ بازی‌های ملی اش را آغاز کرد و در تاکنون در دو جام جهانی ۲۰۱۰ و جام جهانی ۲۰۱۴ و دو کوپا سال‌های ۲۰۱۱ و ۲۰۱۵ و یک جام کنفدراسیون‌ها ۲۰۱۷ حضور داشته است.
او تاکنون ۱۵۵ بازی ملی برای تیم ملی فوتبال شیلی انجام داده است و با ۵۱ گل ملی بهترین گلزن تاریخ تیم ملی فوتبال شیلی است.